# Stefan Skoumal
Stefan Skoumal (1906. november 29. – 1983. november 29.) osztrák és német válogatott osztrák labdarúgó, fedezet.

## Pályafutása

### Klubcsapatban
1928 és 1930 között a Hertha Wien labdarúgója volt. 1931 és 1943 között a Rapid Wien együttesében szerepelt, ahol négy osztrák bajnoki címet szerzett.  Az Anschluss után csapata a német bajnokságban is szerepelt. 1938-ban német kupa-győztes, 1940–41-ben német bajnok lett a Rapiddal. Közben az 1941–42-es idényben a Wacker Wien játékosa volt átmenetileg.

### A válogatottban
1934 és 1935 között négy alkalommal szerepelt az osztrák válogatottban és egy gólt szerzett. Az Anschluss után 1938 és 1940 között három alkalommal játszott a német válogatottban. Részt vett az 1938-as franciaországi világbajnokságon.

## Sikerei, díjai
Rapid Wien
- Osztrák bajnokság
  - bajnok: 1934–35, 1937–38, 1939–40, 1940–41
- Német bajnokság
  - bajnok: 1940–41
- Német kupa (Tschammerpokal)
  - győztes: 1938